# Срећан рођендан Марија
„Срећан рођендан Марија” је хрватски кратки филм из 2011. године који је режирала Ивана Шкрабало. 

## Улоге
| Глумац            | Улога  |
| ----------------- | ------ |
| Јагода Калопер    | Марија |
| Мустафа Надаревић | Марко  |
| Дијана Видушин    | Јелена |